# Палац (серіал)
Палац (кор. 궁, ханча: 宫, також знаний як Час принцеси, англ. Princess Hours) — південнокорейський телесеріал, що розповідає альтернативну історію, де Південна Корея є монархією, а оповідь іде про те, як звичайна дівчина Сін Чхе Ґьон одружується за домовленістю з наслідним принцом Лі Сін і намагається призвичаїтися до палацового життя. Серіал оснований на однойменній манхві авторки Пак Сон Хі. Він виходив на телеканалі MBC щосереди і щочетверга з 11 січня по 30 березня 2006. У головних ролях Юн Ин Хє, Чу Чі Хун, Сон Чі Хьо та Кім Чон Хун.

## Сюжет
| Хронологія подій до початку сюжету серіалу | Хронологія подій до початку сюжету серіалу | Хронологія подій до початку сюжету серіалу |
| Рік (григ. к.)                             | Рік (імпер. епоха)                         | Події |
| ------------------------------------------ | ------------------------------------------ | --- |
| 1945                                       | 1 рік епохи Кванхва                        | 15 серпня Корея було визволена від японської окупації та імператор Сонджо (кор. 성조, ханча: 聖祖, дослівно: святий прабатько), що боровся за незалежну Корею в іміграції (у Маньчжурії), повернувся на батьківщину. Народ підтримав відновлення старої імператорської родини, внаслідок чого у Республіці Корея було запроваджено конституційну монархію, а на трон посів імператор Сонджо, що розпочав перший рік епохи Кванхва (кор. 광화, ханча: 光化, дослівно: освітлення). |
| 1957                                       | 13 рік епохи Кванхва                       | Народився перший син імператора Сонджо, Лі Су, що стало великою щасливою подією для імператорської родини. |
| 1961                                       | 17 рік епохи Кванхва                       | Народився другий син імператора Сонджо, Лі Хьон. |
| 1964                                       | 20 рік епохи Кванхва                       | Лі Су у віці 8 років отримав титул кронпринца. |
| 1983                                       | 39 рік епохи Кванхва                       | Лі Хьон із факультету історії таємно зустрічається зі студенткою молодших курсів факультету танцю, Со Хва Йон. Кронпринц Лі Су готується стати кінорежисером і зустрічає Хва Йон. |
| 1984                                       | 40 рік епохи Кванхва                       | Со Хва Йон розриває таємні стосунки із принцом Лі Хьоном через свої амбітні бажання стати кронпринцесою. Старший син імператора Сонджо, кронпринц Лі Су, не знаючи про її таємні відносини, одружується з кіноакторка Со Хва Йон, яка стає кронпринцесою. |
| 1985                                       | 41 рік епохи Кванхва                       | Другий син імператора Сонджо, великий принц Лі Хьон, що отримав травму кохання від розлучення з Хва Йон, одружується за домовленістю з пані Мін, яку обрала імператриця-консорт Пак та що є з престижної сім'ї й на 4 роки молодша від нього. |
| 1987                                       | 43 рік епохи Кванхва                       | Народилася перша дитина, принцеса Хє Мьон у пари Лі Хьон із принцесою Мін. Відбулася суперчка між імператором Сонджо і кронпринцесою Хва Йон, яка виступала за те, що імператорська родина була залученіша у політику. |
| 1988                                       | 44 рік епохи Кванхва                       | У кронпринца Лі Су народжується принц Лі Юль, а у великого принца Лі Хьона — принц Лі Сін. Імператор Сонджо знає про амбітні наміри Хва Йон посадити на престол Лі Юля, тому, щоб тримати її під контролем, визнав, що Лі Юль і Лі Сін мають рівні права на зайняття престолу. |
| 1991                                       | 47 рік епохи Кванхва                       | Імператор Сонджо пообіцяв, що його внук одружиться на Чхе Ґьон, внучці дідуся, який врятував життя імператора під час його перебування у Маньчжурії. |
| 1992                                       | 48 рік епохи Кванхва                       | Під час поїздки на автомобілі кронпринца Лі Су з великим принцом Лі Хьоном трапляється ДТП, внаслідок якої помирає кронпринц Лі Су. Після своєї смерті, він отримує посмертно ім'я Хьо Йоль, а у Йонмоджоні влаштовують святиню на його честь. Колишня кронпринцеса Хва Йоль отримує ім'я «Хєджонґун» (кор. 혜정궁, дослівно: Палац Хєджон) в честь палацу, де вона проживала. Крім того, вона покидає палац разом із Юлєм, бо згідно із корейськими монархічними законами у палаці може проживати лише кронпринц зі своєю родиною, а всі інші принци мають жити за межами палацу. Таким чином, імператор Сонджо розбиває амбітні плани Хва Йон на зайняття престолу, однак вона з цим не погоджується і подає до суду на королівську сім'ю через те, що ставить під сумнів, що автомобільна аварія з її чоловіком було нещасним випадком. Однак, зазнавши невдачі, відмовляється відвідувати коронацію Лі Хьона і переїжджає з Юлєм до Великої Британії. Великий принц Лі Хьон і принцеса Мін стають кронпринцом і кронпринцесою, Лі Сін стає великим принцом, а Хє Мьон — принцесою. Принцеса Мін, що раптово стала крон принцесою, докладає всіх зусиль, що бути корисною для свого чоловіка і свого сина. |
| 1993                                       | 49 рік епохи Кванхва                       | Імператор Сонджо, що мав міцне здоров'я, раптово помер від інсульту. Таким чином завершується епоха Кванхва. |
| 1993                                       | 1 рік епохи Інхва                          | Імператриця Пак стає імператрицею-вдовою, кронпринц Лі Хьон — імператором, кронпринцеса Мін — імператрицею-консорт, а також починається епоха Інхва (кор. 인화, ханча: 仁化, дослівно: гуманізація). Імператриця-консорт Мін ще більше починає допомагати своєму чоловіку і сину. |
| 1995                                       | 3 рік епохи Інхва                          | Лі Сін виповнюється 8 років і він отримує титул кронпринца. У той час в Англії Хва Йон, яка кілька разів намагалася вчинити самогубство, проходить психотерапію та починає займатися йогою. Однак її амбітні бажання не згасають, тому вона починає навчати Лі Юля як бути кронпринцом за спартанським методом навчання. |
| 2004                                       | 12 рік епохи Інхва                         | Кронпринц Лі Сін, що завершив навчання в імператорському дитячому садку, імператорській початковій школі та середній школі, відмовився вступати в імператорську старшу школу та вступив у старшу школу на факультет корейського мистецтва і кіно. Крім того, він розпочав таємно зустрічатися із Хьо Рін. У Великій Британії Лі Юль пішов навчатися у школу дизайнерського мистецтва (англ. Design Art School, кор. 디자인 아트 스쿨). Сін Чхе Ґьон, яка погано навчається, але має чудові практичні навички, вступила у ту саму школу, що і Лі Сін, але на факультет корейського і вишуканого мистецтва. |
| 2005                                       | 13 рік епохи Інхва                         | Принцеса Хє Мьон вирушає закордон на навчання за спеціальністю антропологія, а також займається волонтерською роботою закордоном. У той час в Англії, із наближення дати, коли Лі Сін стане повнолітнім, Хва Йон вирішує зміцнити позиції Лі Юля посісти на трон, тому вона зв'язується з прихильниками Хьо Юля та розпочинає з ними таємну підготовку до захоплення престолу. |
| 2006                                       | 14 рік епохи Інхва                         | Через хронічну хворобу, яка викликає запаморочення в імператора Лі Хьон, імператорська сім'я вирішила, що варто одружити Лі Сіна із Сін Чхе Ґьон і дотримати обіцянку Сонджо. |

Подій розгортаються в альтернативній історії, в якій після визволення Кореї у 1945 році було відновлено монархію, але обмежену конституцією, у новопосталій Республіці Кореї. Тоді на трон сів імператор Сонджо (кор. 성조, ханча: 聖祖, дослівно: святий прабатько), що розпочав перший рік епохи Кванхва (кор. 광화, ханча: 光化, дослівно: освітлення).
У наш час (2006; 14 рік епохи Інхва) Сін Чхе Ґьон відвідує старшу школу за факультетом корейського і вишуканого мистецтва, цю ж школу відвідує Лі Сін, але на факультеті корейського мистецтва і кіно. Він має почуття до Мін Хьо Рін, що навчається балету на його ж факультеті. Однак, у той час виявляють хронічну хворобу в імператора Лі Хьон, що викликає в нього запаморочення, а тому імператорська сім'я вирішує, що варто одружити Лі Сіна, що завадити хаосу, через раптову смерть імператора. Вони вирішують, що варто дотриматися слова, яке імператор Сонджо дав дідусю Чхе Ґьон про те, що кронпринц одружиться на його внучці. У той же час імператор Лі Хьон пропонує Лі Сіну самостійно запропонувати кандидатуру, однак Хьо Рін, якій Лі Сін запропонував одружитися, відмовилася з метою займатися своєю балетною кар'єрою. З іншого боку Сін Чхе Ґьон, яка мала неприємні враження від зустрічей із Лі Сіном, спершу відмовляється одружуватися з ним, але все ж погоджується, коли їхній дім майже не конфіскували колектори.
У той же час з Великої Британії до Кореї повертаються Лі Юль і Хва Йон, де остання прагне повернути престол Лі Юль. Лі Юль вступає у ту саму старшу школу на той самий факультет і потрапляє у той самий клас, що і Чхе Ґьон. Чхе Ґьон одружується із Лі Сіном і зіштовхується зі всіма складнощами палацового життя, водночас Лі Сін не проявляє достатньої підтримки для Чхе Ґьон і при цьому часто зустрічається і проводить час із Хьо Рін. Тому вона зі своїми негараздами звертається до Лі Юля, який поступово в неї закохується. Хва Йон зі свого боку намагається використати будь-який скандал, щоб розхитати імідж імперської родини, а також добивається посмертно призначення титулу імператора для її померлого чоловіка. А тому Лі Юль і Хва Йон перебираються в палац, а принцеса Хє Мьон повертається до палацу із закордону. Тепер Чхе Ґьон намагається вижити в палаці, плекаючи своє кохання до Лі Сіна; Лі Сін своєю чергою постійно розривається, то між Чхе Ґьон і Хьо Рін; Хьо Рін, яка вже почала шкодувати про свою відмову одружитися із Лі Сіном, намагається його собі повернути; Лі Юль, закохавшись у Чхе Ґьон, прагне завоювати її серце і відібрати престол у Лі Сіна, як того хоче його мати, і все це на фоні публічних скандалів, що розхитують імідж монархії.

## Акторський склад

### Головні ролі
- Юн Ин Хє як Сін Чхе Ґьон[8][9]
  - Кім Ю Чон як Сін Чхе Ґьон у дитинстві

Вона є ученицею старшої школи за факультетом корейського і вишуканого мистецтва. Чхе Ґьон є з бідної сім'я, яка не може погасити всі свої борги, крім мати і батька має також молодшого брата, Сін Чхе Джуна. У школі вона має трьох подруг, Кім Сун Йон, Юн Хі Сун та Лі Кан Хьон, де дві перші подруги мріють одружитися на кронпринці. Проти своєї волі Чхе Ґьон одружується з Лі Сіном, до якого в неї поступово народжуються почуття, та отримує титул кронпринцеси. Пізніше вона заводить дружні відносини з принцом Лі Юлєм, що допомагає розвіятися у складні часи.
- Чу Чі Хун як Лі Сін[8][9]
  - Чхве Су Хан як Лі Сін у дитинстві

Він є кронпринцом та учнем старшої школи за факультетом корейського мистецтва і кіно. У дитинстві Сін спершу втратив Юля, який покинув палац, а потім і теплоту батьків через те, що потрібно було дотримуватися всіх правил поведінки притаманих для кронпринца. Тому вже у підлітковому віці він хоче втекти від обов'язків бути кронпринцом, одного разу, коли він втік з імператорського дому, то на залізничній станції зустрів Хьо Рін, відтоді вони почали зустрічатися. Однак, після того, як Хьо Рін відмовилася з ним одружуватися, Лі Сін проти своєї волі одружився з Чхе Ґьон. Він, крім Хьо Рін, має трьох друзів, Чан Ґьон, Рю Хван та Кан Ін, всі вони із багатих сімей, разом із ними і Хьо Рін Лі Сін відвідує клуб їзди на конях.
- Сон Чі Хьо як Мін Хьо Рін[8][9]

Вона є ученицею за факультетом корейського мистецтва і кіно та спеціалізується на балетному танці. Одного разу Хьо Рін втекла з дому і на залізничній станції зустріла Лі Сіна, відтоді вони почали зустрічатися. Однак, коли він запронував їй одружитися, пояснивши волю своїх батьків, вона відмовилася, бо захотіла бути вільною і стати відомою балериною. Однак, після його одруження з Чхе Ґьон, вона пожалкувала про своє рішення, а тому, коли її підмовила принцеса Хва Йон, то стала на шлях того, щоб повернути Лі Сіна собі. Хьо Рін має близького друга Кан Іна, який завжди допомагає, коли вона має складні часи через Сіна.
- Кім Чон Хун як Лі Юль[8][9]
  - Ім Чон Ґун як Лі Юль у дитинстві

Зміна титулів: Принц Ийсон → Великий принц Ийсон
Він є учнем старшої школи за факультетом корейського і вишуканого мистецтва. У дитинстві Юль був предендентом на престол, однак після смарті свого батька, кронпринца Лі Су, він разом із матір'ю Хва Йон покидає Кореї і переїжджає до Великої Британії. Там він вступає до школи дизайнерського мистецтва, однак повертається у 2006 році в Корею, коли його мати вирішує повернути те, що в неї забрали. У Кореї він зближується з Чхе Ґьон, яка постійно з ним проводить час, коли виникають негаразди із Сіном, та поступово в неї закохується. Після того, як посмертно присвоюють титул імператора його батьку, він отримує титул «Великий принц Ийсон», відмивившися від титула «кронпринца», і повертається разом із Хва Йон до імператорського палацу.

### Другорядні ролі

#### Сім'я Сіна
- Пак Чхан Хван як імператор Лі Хьон[11][6]

Зміна титулів: Великий принц → Кронпринц → Імператор
Він є батьком Лі Сіна і Хє Мьон. У нього був старший брат Лі Су, який мав стати імператором, але після ДТП, в якій його брат загинув, він став кронпринцем, а потім після смерті імператора Сонджо отримав титул імператора. Лі Хьон мав таємне роматичні відносини з Хва Йон, які вона розірвала, коли вирішила одружитися з Лі Су. Останнім часом він хворіє на хронічну хворобу, через що в нього викликає запоморочення, що іноді призводить до втрати свідомості.
- Юн Ю Сон як імператриця-консорт Мін[12][11]

Зміна титулів: Принцеса → Кронпринцеса → Імператриця-консорт
Вона є мати Лі Сіна і Хє Мьон. Вона одружилася з Лі Хьон, коли він страждав від розриву з Хва Йон, через що їй було важко з ним, бо він не приділяв її достатньо теплоти. Коли раптово вона стає кронпринцесою, а потім імператрицею-консорт, то, через свою необізнаність як бути кронпринцеою/імператрицею-консорт, намагається багато часу приділяти допомозі Лі Хьону, а потім і кронпринцу Лі Сіну.
- Кім Хє Джа як імператриця-вдова Пак[12][11]

Зміна титулів: Імператриця-консорт → Імператриця-вдова → Велика імператриця-вдова
Вона була дружиною імператора Сонджо і народила двох синів: Лі Су і Лі Хьона. Після смерті чоловіка отримала титул «Імператриця-вдова» та стала найстаршим членом імператорської родини. Після того, як посмертно присвоюють титул імператора її сину Лі Су, вона отримує титул «Велика імператриця-вдова».
- Лі Юн Чжі як принцеса Хє Мьон[13]

Зміна титулів: Принцеса → Імператриця
Вона є сестрою Лі Сіна. Хє Мьон вирушає закордон на навчання за спеціальністю антропологія, а також займається волонтерською роботою закордоном. Пізніше вона повертається до Кореї. В останній серії стає відомо, що Лі Хьон зрікається престолу за станом здоров'я та передає престол Хє Мьон.

#### Сім'я Чхе Ґьон
- Кан Нам Ґіль як батько Чхе Ґьон[12][14]

Він є батьком Чхе Ґьон і Чхе Джун, який після краху свого бізнесу ніде не працює, а лише займається домогосподарством. Пізніше він отримує роботу у палаці, де управляє їдальнею при імператорському палаці.
- Ім Є Джін як мати Чхе Ґьон[14]

Вона є мати Чхе Ґьон і Чхе Джун, що займається продажом страхувань життя.
- Кім Сок як Сін Чхе Джун[15]

Він є молодшим братом Чхе Ґьон.

#### Сім'я Юля
- Сім Хє Джін як леді Хва Йон[14]

Зміна титулів: Кронпринцеса → Хєджонґун (дослівно: Палац Хєджон) → Імператриця-вдова Со
Вона є мати Лі Юля та дружиною Лі Су. Спершу Хва Йон таємно зустрічалася з Лі Хьоном, але коли зустрілася з кронпринцом Лі Су, то розірвала своє таємні стосунки та одружилася на Лі Су, щоб посісти на престолі. Однак через смерть у ДТП свого чоловіка, вона покидає палац і переїжджає з Юлєм до Великої Британії. Тоді ж її титул змінюється з кронпринцеси на Хєджонґун (дослівно: Палац Хєджон) в честь назви палацу, де вона проживала.

#### Люди при імператорській сім'ї
- Лі Хон Дже як службовець[ko][e] Кон

Зміна обов'язків: Службовець при Юлі → Службовець при кронпринці Сіні
Він був службовцем, що служив Лі Юлю. Однак, після смерті Лі Су і втрати можливості Лі Юля зайняти престол, він починає служити Лі Сіну.
- Квон Йон У як придворна дама[en][f] Квак

Вона є придворною дамою, що служить імператриці-вдові Со (Хва Йон).
- Юн Хі Джу як придворна дама Пак

Вона є придворною дамою, що служить імператриці-консорт Мін
- Вон Мін Вон як придворна дама Со

Вона є придворною дамою, що служить великій імператриці-вдові Пак. Вона була нянею померлого імператора (посмертно отримав титул) Лі Су та великого принца Лі Юля.
- Чон Хє Су як придворна дама Чхве

Вона є придворною дамою, що служить кронпринцесі Чхе Ґьон та відповідає за її дисципліну.
- Лі Тхе Рі як помічниця придворної дами[g] Пан

Вона є помічниця придворної дами, що служить кронпринцесі Чхе Ґьон.
- Чон Ґьон як помічниця придворної дами Чхон

Вона є помічниця придворної дами, що служить кронпринцесі Чхе Ґьон.
- Кім Тон Сок як особа 1 свити

Він служить при кронпринці Сіні.
- Сон Джун Хьон як особа 2 свити

Він служить при кронпринці Сіні.
- Кан Ван Су як гвардієць[h] 1 кронпринца
- Чін Кван Ун як гвардієць 2 кронпринца
- Чхве Чхун Бом як гвардієць 3 кронпринца
- Ян Юн Йон як гвардієць 1 кронпринцеси
- Чхве Юн Ґьон як гвардієць 2 кронпринцеси
- Чон Ха Ин як гвардієць 3 кронпринцеси

#### Друзі Сіна
- Лі Йон Джу як Чан Ґьон

Він є другом Лі Сіна. Пізніше він закохується в Кан Хьон.
- Ом Сон Мо як Рю Хван

Він є другом Лі Сіна, який постійно із собою носить відеокамеру і щось знімає.
- Чхве Сон Джун як Кан Ін

Він є другом Лі Сіна. Він має почуття до Хьо Рін, тому постійно поруч з нею, коли вона має труднощі через своє кохання до Сіна.

#### Друзі Чхе Ґьон
- Чон Йо Джін як Лі Кан Хьон

Вона є подругою Чхе Ґьон, яка часто дає консультації, коли виникають проблеми із Сіном.
- Лі Ин як Кім Сун Йон

Вона є подругою Чхе Ґьон.
- Тан Джі як Юн Хі Сун

Вона є подругою Чхе Ґьон.

### Особлива поява
- Чхве Пуль Ам як імператор Сонджо[6]
- Кім Сан Джун як кронпринц Лі Су (як особа на фото)

Зміна титулів: Кронпринц → Імператор (посмертно)
- Пак Ун як дідусь Сін Чхе Ґьон (як особа на фото)
- Лі Юн Чхоль як ведучий програми «Разом із подружньою парою кронпринцом і кронпринцесою» (серії 21 і 22)

## Оригінальні звукові доріжки

### Основний альбом
| Princess Hours (Original Television Soundtrack) | Princess Hours (Original Television Soundtrack) | Princess Hours (Original Television Soundtrack) | Princess Hours (Original Television Soundtrack) | Princess Hours (Original Television Soundtrack) | Princess Hours (Original Television Soundtrack) |
| #                                               | Назва                                           | Автор слів                                      | Автор музики                                    | Виконавець                                      | Тривалість                                      |
| ----------------------------------------------- | ----------------------------------------------- | ----------------------------------------------- | ----------------------------------------------- | ----------------------------------------------- | ----------------------------------------------- |
| 1.                                              | «Perhaps Love (사랑인가요)»                     | Кім І На                                        | Пак Кин Чхоль                                   | J.ae, HowL                                      | 4:35                                            |
| 2.                                              | «당신은… 나는 바보 입니다. (Acoustic ver.)»     | Сім Тхе Юн (Stay)                               | Сім Тхе Юн (Stay)                               | Сім Тхе Юн (Stay)                               | 4:18                                            |
| 3.                                              | «두 가지 말»                                    | Soy                                             | Чан Чун Хо                                      | Чон Че Ук, The One                              | 3:59                                            |
| 4.                                              | «Give Me A Little Try»                          | Кім Чон Бе                                      | Kenzie                                          | Со Хьон Джін                                    | 3:18                                            |
| 5.                                              | «난 널 사랑해 너만 사랑해 Ⅱ»                    | Пак Мьон Хо                                     | Пак Мьон Хо, Чу Ра                              | Сім Тхе Юн (Stay)                               | 3:27                                            |
| 6.                                              | «Perhaps Love (사랑인가요) (Remix Ver.가재발)»  | Кім І На                                        | Пак Кин Чхоль                                   | J.ae, HowL                                      | 4:23                                            |
| 7.                                              | «1993 광화 49년»                                |                                                 | Кім Хьон Бо                                     | Second Moon                                     | 3:55                                            |
| 8.                                              | «宮»                                            |                                                 | Кім Хьон Бо                                     | Second Moon                                     | 1:18                                            |
| 9.                                              | «복장 불량!»                                    |                                                 | Кім Хьон Бо                                     | Second Moon                                     | 2:07                                            |
| 10.                                             | «우주 정복 #1»                                  |                                                 | Кім Хьон Бо                                     | Second Moon                                     | 1:03                                            |
| 11.                                             | «Crystal Flower»                                |                                                 | Пак Хє Рі                                       | Second Moon                                     | 1:58                                            |
| 12.                                             | «A Dancing Teddy»                               |                                                 | Чхве Чін Ґьон                                   | Second Moon                                     | 1:30                                            |
| 13.                                             | «내가 선택한 길이야!»                           |                                                 | Кім Хьон Бо                                     | Second Moon                                     | 2:22                                            |
| 14.                                             | «닿지 못한 마음»                                |                                                 | Пак Хє Рі                                       | Second Moon                                     | 2:38                                            |
| 15.                                             | «꽃잎이 내린다»                                 |                                                 | Чхве Чін Ґьон                                   | Second Moon                                     | 2:10                                            |
| 16.                                             | «우주 정복 #2»                                  |                                                 | Кім Хьон Бо                                     | Second Moon                                     | 0:57                                            |

### Додатковий альбом
| Princess Hours (Original Television Soundtrack) — Додатковий альбом | Princess Hours (Original Television Soundtrack) — Додатковий альбом | Princess Hours (Original Television Soundtrack) — Додатковий альбом | Princess Hours (Original Television Soundtrack) — Додатковий альбом | Princess Hours (Original Television Soundtrack) — Додатковий альбом | Princess Hours (Original Television Soundtrack) — Додатковий альбом |
| #                                                                   | Назва                                                               | Автор слів                                                          | Автор музики                                                        | Виконавець                                                          | Тривалість                                                          |
| ------------------------------------------------------------------- | ------------------------------------------------------------------- | ------------------------------------------------------------------- | ------------------------------------------------------------------- | ------------------------------------------------------------------- | ------------------------------------------------------------------- |
| 1.                                                                  | «사랑에 빠지다»                                                     | Ім Хьон Джон                                                        | Ім Хьон Джон                                                        | HowL, Luna                                                          | 4:05                                                                |
| 2.                                                                  | «그대를 사랑합니다»                                                 | Сім Тхе Юн (Stay)                                                   | Сім Тхе Юн (Stay)                                                   | Сім Тхе Юн (Stay)                                                   | 4:34                                                                |
| 3.                                                                  | «I Would Sing This Song» (이 노래를 부를게요)                       | Пе Йон Джун, Лі Чу Ха                                               | Пе Йон Джун                                                         | SOREA Band                                                          | 3:38                                                                |
| 4.                                                                  | «Always»                                                            | Чі У                                                                | Со Че Ха                                                            | Чон Кин Хва (Weeky1)                                                | 4:18                                                                |
| 5.                                                                  | «궁 (Piano ver.)»                                                   |                                                                     | Кім Хьон Бо                                                         | Second Moon, Пак Хє Рі                                              | 1:13                                                                |
| 6.                                                                  | «바람에 실어»                                                       | Пак Хьон Джун                                                       |                                                                     | SOREA Band                                                          | 3:13                                                                |
| 7.                                                                  | «꽃잎이 내리다 (Piano ver.)»                                        |                                                                     | Чхве Чін Ґьон                                                       | Second Moon, Чхве Чін Ґьон                                          | 2:08                                                                |
| 8.                                                                  | «너를 보면…»                                                        |                                                                     |                                                                     | Юн Ин Хє                                                            | 0:25                                                                |
| 9.                                                                  | «악연 (惡綠)»                                                       |                                                                     | Кім Хьон Бо                                                         | Second Moon                                                         | 1:48                                                                |
| 10.                                                                 | «내 맘 속의 너»                                                     |                                                                     |                                                                     | Чу Чі Хун                                                           | 0:36                                                                |
| 11.                                                                 | «Home»                                                              |                                                                     | Чхве Чін Ґьон                                                       | Second Moon                                                         | 1:50                                                                |
| 12.                                                                 | «닿지 못한 마음 (Acoustic ver.)»                                    |                                                                     | Пак Хє Рі                                                           | Second Moon                                                         | 2:10                                                                |
| 13.                                                                 | «별처럼…»                                                           |                                                                     |                                                                     | Юн Ин Хє                                                            | 0:31                                                                |
| 14.                                                                 | «말할 수 없어도»                                                    |                                                                     | Пак Хє Рі                                                           | Second Moon                                                         | 1:34                                                                |

## Рейтинги
Найнижчі рейтинги позначені синім кольором, а найвищі — червоним кольором.
| Серія            | Дата показу      | Середнє значення кількості переглядів | Середнє значення кількості переглядів | Середнє значення кількості переглядів | Середнє значення кількості переглядів |
| Серія            | Дата показу      | TNmS                                  | TNmS                                  | AGB Nielsen                           | AGB Nielsen                           |
| Серія            | Дата показу      | Загальнонаціональні                   | Сеул                                  | Загальнонаціональні                   | Сеул                                  |
| ---------------- | ---------------- | ------------------------------------- | ------------------------------------- | ------------------------------------- | ------------------------------------- |
| 1                | 11 січня 2006    | 16,2 %                                | 16,6 %                                | 15,6 %                                | 16,9 %                                |
| 2                | 12 січня 2006    | 16,0 %                                | 16,5 %                                | 16,2 %                                | 17,2 %                                |
| 3                | 18 січня 2006    | 14,3 %                                | 14,3 %                                | 15,4 %                                | 15,8 %                                |
| 4                | 19 січня 2006    | 15,1 %                                | 15,3 %                                | 16,8 %                                | 18,1 %                                |
| 5                | 25 січня 2006    | 19,7 %                                | 20,5 %                                | 20,4 %                                | 21,3 %                                |
| 6                | 26 січня 2006    | 16,5 %                                | 16,5 %                                | 16,2 %                                | 17,4 %                                |
| 7                | 1 лютого 2006    | 13,7 %                                | 14,0 %                                | 12,8 %                                | 13,3 %                                |
| 8                | 2 лютого 2006    | 18,6 %                                | 19,1 %                                | 16,8 %                                | 17,5 %                                |
| 9                | 8 лютого 2006    | 24,0 %                                | 25,2 %                                | 23,2 %                                | 25,2 %                                |
| 10               | 9 лютого 2006    | 25,2 %                                | 26,3 %                                | 23,2 %                                | 24,8 %                                |
| 11               | 15 лютого 2006   | 24,5 %                                | 25,7 %                                | 23,2 %                                | 24,7 %                                |
| 12               | 16 лютого 2006   | 25,6 %                                | 27,2 %                                | 23,9 %                                | 25,5 %                                |
| 13               | 22 лютого 2006   | 25,0 %                                | 25,8 %                                | 23,1 %                                | 24,8 %                                |
| 14               | 23 лютого 2006   | 26,7 %                                | 28,4 %                                | 24,8 %                                | 26,6 %                                |
| 15               | 2 березня 2006   | 27,9 %                                | 28,8 %                                | 27,1 %                                | 28,4 %                                |
| 16               | 2 березня 2006   | 24,3 %                                | 25,0 %                                | 23,2 %                                | 24,5 %                                |
| 17               | 8 березня 2006   | 25,8 %                                | 26,1 %                                | 25,1 %                                | 26,2 %                                |
| 18               | 9 березня 2006   | 26,6 %                                | 27,1 %                                | 26,3 %                                | 28,7 %                                |
| 19               | 15 березня 2006  | 27,0 %                                | 27,3 %                                | 25,0 %                                | 26,9 %                                |
| 20               | 16 березня 2006  | 27,1 %                                | 26,9 %                                | 26,6 %                                | 28,1 %                                |
| 21               | 22 березня 2006  | 24,6 %                                | 25,2 %                                | 23,6 %                                | 24,1 %                                |
| 22               | 23 березня 2006  | 24,4 %                                | 25,5 %                                | 23,3 %                                | 24,1 %                                |
| 23               | 29 березня 2006  | 25,4 %                                | 26,9 %                                | 23,5 %                                | 24,8 %                                |
| 24               | 30 березня 2006  | 28,3 %                                | 28,8 %                                | 25,6 %                                | 27,3 %                                |
| Середнє значення | Середнє значення | 22,6 %                                | 23,2 %                                | 21,7 %                                | 23,0 %                                |

## Нагороди та номінації
| Нагорода                          | Рік  | Категорія                                          | Отримувач             | Результат | Прим.  |
| --------------------------------- | ---- | -------------------------------------------------- | --------------------- | --------- | ------ |
| Премія мистецтв Пексан            | 2006 | Найкращий акторський дебют (чоловіки, телебачення) | Чу Чі Хун             | Номінація | [ 26 ] |
| Премія мистецтв Пексан            | 2006 | Найкращий акторський дебют (жінки, телебачення)    | Юн Ин Хє              | Номінація | [ 27 ] |
| Сеульська міжнародна премія драми | 2006 | Найкраща артдиректорка                             | Мін Он Ок             | Перемога  | [ 28 ] |
| Премія MBC драма                  | 2006 | Найкращий новий актор                              | Чу Чі Хун             | Перемога  | [ 29 ] |
| Премія MBC драма                  | 2006 | Найкраща нова акторка                              | Юн Ин Хє              | Перемога  | [ 29 ] |
| Премія MBC драма                  | 2006 | Нагорода за популярність (актор)                   | Чу Чі Хун             | Номінація | [ 30 ] |
| Премія MBC драма                  | 2006 | Нагорода за популярність (акторки)                 | Юн Ин Хє              | Номінація | [ 30 ] |
| Премія MBC драма                  | 2006 | Найкраща пара                                      | Чу Чі Хун та Юн Ин Хє | Номінація | [ 30 ] |

## Спіноф, театральна адаптація і ремейки

### Палац С
30 травня 2006 представник компанії Eight Peaks заявив, що вони починають працювати над продовження серіалу. 16 вересня режисер Хван Ін Рве повідомив, що «Чу Чі Хун і Сон Чі Хьо не візьмуть участь через те, що працюють над іншим проєктом, а Юн Ин Хє і Кім Чон Хун відмовилися брати участь через особисті причини», тому другий сезон буде з новими акторами. Крім того режисер повідомив, що сюжет буде розповідати про чоловіка, який не знає, що він є дитиною імператорської родини. 17 жовтня було підтверджено, що головні ролі зіграють Seven, Хо І Дже, Кан Ду та Пак Сін Хє. 20 листопада компанії Group 8 офіційно підтвердила, що серіал отримав назву «Палац С», заявивши, що «ми мали певні проблеми з авторськими правом щодо назви „Палац 2“, проте нова назва також була потрібна, бо це нова історія і нові актори».
24 листопада компанії Eight Peaks, що створювала «Палац», сказала, що подає до суду щодо порушення авторського права компанією Group 8, заявивши, що «після того, як Eight Peaks і Group 8 розділилися, то вони мали разом працювати над продовження серіалу „Палац 2“, однак Group 8 без погодження з Eight Peaks затвердила головних акторів, які зіграють у продовженні». Крім того, Eight Peaks просила компанію Group 8 відмовитися від використання назви «Палац С», бо серіал сюжетно не має відношення до «Палац», що своєю чергою заплутає глядачів. У відповідь Group 8 заявила, що «ми визнаємо авторське право Eight Peaks на назву „Палац“, тому назвали свій серіал „Палац С“, де С означає спіноф, щоб підкреслити те, що в ньому незалежний сюжет. Спершу ми намагалися разом із Eight Peaks працювати над другим сезон, але через завищені вимоги компанії Eight Peaks відмовилися від цієї ідеї і тепер працюємо над незалежним проєктом».
9 січня 2007 року Eight Peaks заявила, що вони виграли судовий позов, щодо заборони виробництва і показу серіалу, який використовує назву «Палац С». Своєю чергою MBC заявили, що права на серіал «Палац» належать як і Eight Peaks, так і MBC, а тому відповідно до закону про авторське право кожен власник прав на назву або торговельний знак може використовувати його назву у своїх проєктах. Крім того, вони зазначали, що Group 8 під час створення, а також надалі при передачі матеріалу компанії MBC, не використовують якоїсь назви, що присвоєна серіалу, отже не порушують рішення суду. До того ж вони заявили, що так як трансляція відбуватиметься на телеканалі MBC, що є власником авторських прав на назву «Палац», то рішення суду про заборону використання назви «Палац С» на них не поширюється, тому вони продовжать використовувати назву «Палац С» для майбутнього серіалу.
Палац С виходив на телеканалі MBC щосереди і щочетверга з 10 січня по 15 березня 2007, однак через місяць з моменту початку показу рейтинги серіалу були значно гіршими ніж у свого попередника «Палац», а саме відбулося падіння рейтингів на 6-7 %, у той час як рейтинги серіалу «Палац» навпаки зростали.

### Палац (мюзикл)
23 лютого 2010 року стала відомо, що серіал «Палац» отримає театральну адаптацію у вигляді мюзиклу, який мав вийти 3 вересня у театрі Йон Національного центрального музею Кореї. Зі слів компанії Group 8 створення театральної адаптації планувалося ще до виходу телевізійного серіалу на каналі MBC у 2006 році. Для створення мюзиклу повернуться продюсер Сон Пьон Джу і сценарист Лі Ин А, що працювали над серіалом, а режисером мав бути Кім Че Сон. Сам мюзикл намагається поєднати традиційне із сучасним та матиме музику різних жанрів таку як корейська палацова музика, класична музика, хіп-хоп та джаз, що поєднуватиметься із танцями таких жанрів як балет, придворний танець та брейкданс. 10 червня було підтверджено, хто зіграє головні ролі: Лі Сіна виконають Чон Юн Хо (з TVXQ), Кім Тон Хо та RUN; Сін Чхе Ґьон — Квак Сон Йон та Сін Ий Джон; Лі Юль — Лі Чхан Хі та Чон Тон Хва; Мін Хьо Рін — Чхве Су Джін (молодша сестра Чхве Су Йон, учасниці Girls' Generation) та Со Хьон Джін (з Milk). 16 червня 2010 року у готелі «Imperial Palace Seoul» пройшла презентація театрального мюзиклу «Палац», на якій були присутні головний директор Group 8, Со Пьон Джун, авторка манхви, Пак Сон Хі, сценарист мюзиклу, Лі Ин А, режисер мюзиклу, Кім Че Сон, та головні актори: Чон Юн Хо, Кім Тон Хо, RUN, Квак Сон Йон та Сін Ий Джон та інші. Тоді повідомили, що мюзикл буде ставитися у театрі з 8 вересня по 24 жовтня 2010.
21 травня 2011 року було повідомлено, що мюзикл «Палац» буде поставлено у театрі Мінімі-дза, Кіото, Японія, а головні ролі зіграють Кім Кю Джон з SS501 (у ролі Лі Сіна) та Квак Сон Йон (у ролі Чін Чхе Ґьон). Показ вистави мав відбутися відбуватися з 11 червня по 1 липня 2011. 14 вересня компанія Group 8 повідомила, що після успішного показу мюзиклу в Японії, його повторно покажуть у Кореї у театрі Йон Національного центрального музею Кореї з 16 вересня по 9 жовтня 2011, а головні ролі зіграють Кім Кю Джон і Кім Тон Хо (у ролі Лі Сіна); Квак Сон Йон і Чхве Є Силь (у ролі Сін Чхе Ґьон); Чон Тон Хва, Чан У Су і Чан Ю Джун (у ролі Лі Юля).
24 серпня 2012 року стало відомо, що мюзикл «Палац» знову буде поставлено у Японії у залі U-Port, Нішіґотанда, Токіо. Головні ролі зіграли: Сон Мо з Supernova і Канін з Super Junior (у ролі Лі Сіна); Чхве Є Силь і Сін Ґо Ин (у ролі Сін Чхе Ґьон); Чан Ю Джун і RUN (у ролі Лі Юля). Мюзикл мав ставитися з 1 вересня по 13 вересня 2012.
З 10 травня по 24 травня 2014 ставилася вистава «Палац» у TBS Akasaka ACT Theater, Акасака, Мінато, Токіо, вже 5 рік поспілі. Головну роль Лі Сіна зіграли Лі Те Мін (з SHINee), Кім Тон Джун (з ZE:A) та учасники гурту U-KISS.

### Південнокорейський ремейк
14 лютого 2023 року компанія Group 8 повідомила, що працює над ремейком серіалу «Палац» 2006 року, знімання ремейку заплановано розпочатися у другій половині цього року, а показ першої серії має відбутися у 2024 році.

### Ремейки в інших країнах
У 2006 році вийшов ремейк серіалу «Палац» у Індонезії під назвою «Ненавиджу говорити про кохання» (індонез. Benci Bilang Cinta) з Марсханда, Байм Вонг, Кірана Ларасаті, Ріо Рейфан у головних ролях.
У 2017 році на каналі True4U вийшов ремейк серіалу «Палац» у Таїланді під назвою «Завантажене кохання, неслухняна принцеса» (тай. รักวุ่น ๆ เจ้าหญิงจอมจุ้น) або англійською назвою «Час принцеси: Таїланд» (англ. Princess Hours Thailand) з Ангсумалін Сірапхатсакмєтха і Сєттхапонг Пхіангпхор у головних ролях.

## Виноски
1. 1 2  Оригінальної виробничою компанією була Eight Peaks, однак вона розділилася на Group 8 і Eight Peaks, через що виник конфлікт з авторським правом[1].
2. ↑  Хоча це теза суперечить спогадам Лі Сіна у серіалі, де Лі Юль поправляє Лі Сіна, сказавши, що правильно звертатися «Ваше високосте» замість «Юлє!», що є свідчення того, що вони не рівні у праві займати престол.
3. 1 2  Згідно з його обіцянкою, конкретно не зазначено чи має це бути Лі Юль чи Лі Сін, однак як на момент виконання цієї обіцянки кронпринцом був Лі Сін, то відповідно із ними Чхе Ґьон одружилася.
4. ↑  Невідподність назви країни «Республіка Корея» та її устрію є помилкою, що допущена в серіалі.
5. 1 2  В оригіналі — кор. 내관, трансл. неґван. Неґван — один із рангів серед євнухів під час династії Чосон. Дослівно означає «звичайний службовий несі (кор. 내시, укр. євнух)». Через те, що за сюжетом серіалу неґвани є звичайним службовцями, а не кастрованими чоловіками, тому використано назву «службовець», яка використана в англійському перекладі на сайті Viki.
6. ↑  В оригіналі — кор. 상궁.
7. ↑  В оригіналі — кор. 나인.
8. ↑  В оригіналі — кор. 익위사.
9. 1 2  В оригіналі — кор. 궁 (宮) - 외전 (外傳).
10. ↑  На платформах Spotify і YouTube Music в альбомі всього 9 пісень проти 14 на Naver Vibe, тому загальна тривалість там складає 16 хв 7 с[18].
11. ↑  На платформах Spotify і YouTube Music в альбомі всього 9 пісень, а саме, в ньому відсутні такі пісні як: «그대를 사랑합니다», «이 노래를 부를게요», «Always», «바람에 실어», «너를 보면...»[18].
12. 1 2 3  Як оповідач або оповідачка.
13. ↑  У зв'язку з тим, що 1 березня 2006 проходила спеціальна пряма трансляція «За перемогу Кореї: Чемпіонат світу з футболу D-100» (кор. 월드컵D-100 특별생방송 오! 필승코리아), то 15 серія вийшла разом із 16 серією 2 березня 2016 року[25].
14. ↑  В оригіналі — кор. 주지훈과 송지효는 다른 작품 출연 때문에, 윤은혜과 김정훈은 개인적인 이유 등으로 '궁 2'에 불참하게 되었다.
15. ↑  В оригіналі — кор. 저작권 관련 문제로 약간의 덜컹거림이 있기도 했지만 새로운 출연진과 그에 맞는 새로운 스토리로 찾아갈 것이기에 또 다른 새로운 제목이 필요했다.
16. ↑  В оригіналі — кор. '궁'에 대한 저작권이 에이트픽스에 있는 것을 인정하기 때문에 본 드라마와는 독립된 내용을 담는 '스핀오프(Spin-Off)'라는 뜻의 'S'를 붙여 드라마 제목을 정했다. 당초 시즌2를 공동제작하려 했지만 에이트픽스의 무리한 요구로 결렬됐고 '궁'과는 관련 없는 새로운 드라마로서의 '궁S'를 준비하고 있다.